# Live at Watford Football Club 2005
Live at Watford Football Club 2005 è un DVD dell'artista britannico Elton John, pubblicato nel 2006.
Contiene un suo concerto del 2005, tenutosi al Watford Football Club e destinato a raccogliere fondi per l'omonimo team, il Watford F.C.. Elton è stato sempre un tifoso della squadra, assumendone addirittura la presidenza dal 1977 al 1987 e dal 1997 al 2001: ne è divenuto presidente onorario nel 2008. Tra i brani eseguiti, si ricordano Electricity e All That I'm Allowed (I'm Thankful) (nello show era presente anche una sezione di coristi).